# 猪苓湯
猪苓湯（ちょれいとう）とは、尿路の熱や腫れをひき、尿の通りをよくする漢方薬の処方。出典は傷寒論、金匱要略。医療用医薬品と薬局等で販売される一般用医薬品がある。

## 構成生薬
猪苓、茯苓、沢瀉、阿膠、滑石
膀胱炎などで体に熱があり、尿の出が悪い、尿が出ない、尿量が少なく色も濃く尿のにおいも強い、排尿痛や残尿感がある場合等に用いられる。帯下が多くにおいが気になる場合にも応用。阿膠の代わりにゼラチンを使用する場合もある。

## 適応症
体力に関わらず使用でき、排尿障害があり、ときに口が渇くものの次の諸症：
排尿困難、排尿痛、残尿感、頻尿、むくみ

## 服用
食前又は食間に水又は白湯にて服用する（食間とは、食後2～3時間を指す）。